# Norddalsfjorden
Norddalsfjorden je odcep glavnega Storfjordna v administrativni regiji Møre og Romsdal na Norveškem. Fjord je v občini Fjord in majhen del je tudi v občini Stranda. Fjord je dolg 16 kilometrov, če vključite rokav Tafjorden, ki se razteza vzhodneje, je skupaj 24 kilometrov. V srednjem veku so združeni Norddalsfjorden in Tafjorden verjetno imenovali »Todarfjorden« (Tafjorden). Norveška okrožna cesta 63 in norveška okrožna cesta 650 potekata vzdolž fjorda in vključujeta trajektni prehod med Eidsdalom in Lingejem. V 1960-ih so bile vasi Stranda-Liabygda-Eidsdal-Valldal-Norddal-Fjørå-Tafjord še vedno povezane z mrežo trajektnih prehodov.
Ustje fjorda leži na zahodu med vasjo Liabygda na severni obali in goro Skrednakken na južni obali. Dlje v fjord ležita vasi Eidsdal in Norddal ob južni obali ter njuni reki. Eidsdal je s trajektom povezan z Lingejem na severni obali. Nekaj kilometrov vzhodno od Lingeja leži vas Sylte ob izlivu reke Valldøla, ki teče skozi veliko dolino Valldalen. Dlje vzhodno leži majhna vasica Fjøra, ob ustju Tafjorden. Vas Tafjord leži na koncu rokava Tafjorden.

## Galerija
- Pogled na Norddalsfjorden s trajekta Stranda-Liabygda
- Širok Norddalsfjorden v daljavi, bolj ozek Tafjorden levo
- Norddalsfjorden blizu, Tafjorden zadaj
- Norddal (Dalsbygda) ob fjordu
- Stičišče Norddalsfjorden in Sunnylvsfjorden, gledano s severa